# Filippo Bacile di Castiglione

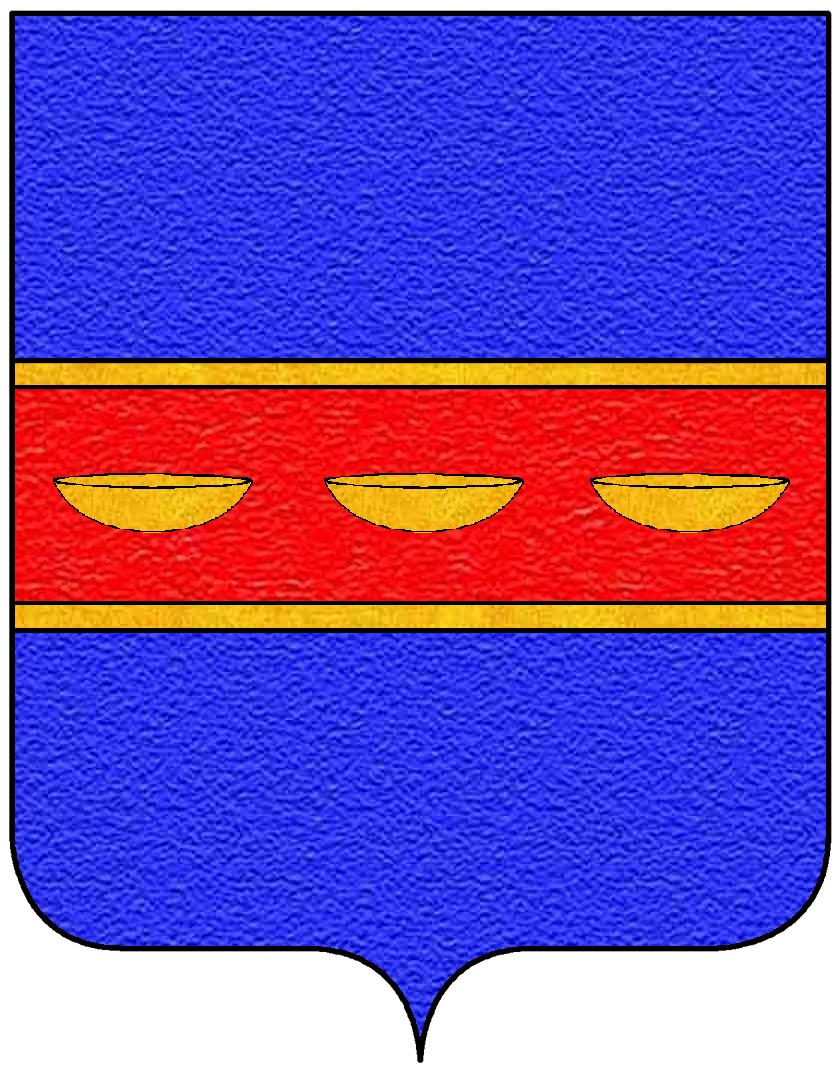
Stemma Bacile

Filippo Bacile di Castiglione (Spongano, 31 dicembre 1827 – Spongano, 14 settembre 1911) è stato un imprenditore, politico e storico italiano.

## Biografia
Discendente da una famiglia aristocratica originaria delle Marche, partecipò attivamente alla vita pubblica ed artistica del Salento e della Terra d'Otranto. Gli studi classici, e l'amore per la storia dell'arte gli valsero la nomina ad ispettore dei monumenti di Terra d'Otranto e fu membro della commissione provinciale per i monumenti. La sua professione di architetto lo portò a progettare o a restaurare numerose chiese ed edifici pubblici tra le quali la chiesa Madre di Nociglia e la Confraternita di Santa Maria delle Grazie di Surano, oltre alla cappella gentilizia familiare.
Legato a Benedetto Croce da profonda amicizia, condivise con lui la passione per le scienze umanistiche. Studioso di araldica compose un volume manoscritto nel quale disegnò circa mille stemmi gentilizi, civici, familiari, estratti dall'Archivio di Stato di Napoli, dalle chiese, dai castelli feudali e dai palazzi. Nel 1894 ricevette l'incarico dal comune di Lecce di disegnare e definire dal punto di vista araldico lo stemma della città che ancora oggi la rappresenta. Collaborò, inoltre, con alcuni giornali locali e contribuì notevolmente allo sviluppo socioeconomico della sua provincia promuovendo la realizzazione della Ferrovia Maglie-Gagliano del Capo-Gallipoli che ideò nel 1878 e avviò il progetto a proprie spese quattro anni dopo. Nel progetto si tenne ben presente l'importanza commerciale della linea ferroviaria, che avrebbe attraversato un territorio fertile, abitato all'epoca da circa 140.000 persone, in cui si producevano soddisfacenti quantitativi di olio e di vino. Oltre ai vantaggi per il settore commerciale, si pensò che la ferrovia avrebbe avuto anche un consistente numero di viaggiatori, dato dagli assidui frequentatori delle stazioni balneari di Santa Cesarea, Tricase, Leuca e Gallipoli. 
Il nome di Filippo Bacile di Castiglione è legato anche allo sviluppo dell'industria olearia. Fra le innovazioni significative apportate dal Bacile alla produzione dell'olio d'oliva, estratto fino ad allora da secoli nei frantoi ipogei, disseminati in tutta l'altinca Terra d'otranto, molto angusti e privi di salubrità, vi fu la produzione in locali più ampi, illuminati, arieggiati e meticolosamente puliti, e all'uso di moderne attrezzature. Si produsse inizialmente l'olio commerciale a cui si affiancò, in un secondo momento, anche l'olio da mensa prodotto in quantità discrete, pur essendo ricercato dal mercato, in locali separati dai primi, in un vasto giardino attiguo al palazzo, impiegando numerose varietà di olive. Il successo commerciale spinse all'emulazione altri produttori locali i quali apportarono notevoli modifiche ai processi di conservazione e di lavorazione delle olive migliorando la qualità del prodotto.

## Opere
- Intorno all'usanza di estrarre l'olio da olive riscaldate : poche considerazioni proposte ai signori proprietari della provincia di Lecce, Lecce: Tip. editrice Salentina, 1873
- A proposito della recente nota ministeriale per la ferrovia economica Maglie-Gagliano-Gallipoli, Lecce: Tip.-lit. editrice Salentina, 1883.
- Per la ferrovia economica Maglie-Gagliano-Gallipoli : relazione e documenti, Lecce: Tipo-litografia editrice Salentina, 1886
- Relazione della Deputazione provinciale al Ministero dell'Interno ed al Consiglio di Terra d'Otranto nella sessione ordinaria del 1886, Lecce: Tipo-litografia editrice Salentina, 1886
- Delle signore Marcelline di Lecce e di una terracotta con figure in rilievo messe a colore del 1552, descrizione e giudizio del barone Filippo Bacile; premessa del duca Sigismondo Castromediano, Lecce: Tip. editrice Salentina, 1891
- Una pia opera in Galatina, Lecce: Tip. Editrice Salentina, 1893
- Una passeggiata per le vie di Lecce, Lecce: R. Tipografia Editrice Salentina, 1894
- Dei monumenti nazionali, Lecce: Tip. Ed. Salentina, 1906
- Mali senza rimedio : Santa Caterina in Galatina, Lecce: R. Tipografia editrice salentina, 1901
- Occhio alle nostre cose di arte, Lecce: Tip. Editrice Salentina, 1906
- Scritti vari di arte e di storia, barone di Castiglione; con lettera di Benedetto Croce e discorso di A. Perotti, Bari: Soc. Tip. Ed. Barese, 1915